# كورا ويذرسبون
كورا ويذرسبون (بالإنجليزية: Cora Witherspoon) هي ممثلة أمريكية، ولدت في 5 يناير 1890 في نيو أورلينز في الولايات المتحدة، وتوفيت في 17 نوفمبر 1957 في لاس كروسيس في الولايات المتحدة.

## أعمال

### أفلام
- (1936) امرأة سيئة السمعة
- (1939) النصر الأسود

## وصلات خارجية
- كورا ويذرسبون على موقع IMDb (الإنجليزية)
- كورا ويذرسبون على موقع روتن توميتوز (الإنجليزية)
- كورا ويذرسبون على موقع ألو سيني (الفرنسية)
- كورا ويذرسبون على موقع أول موفي (الإنجليزية)
- كورا ويذرسبون على موقع قاعدة بيانات برودواي على الإنترنت (الإنجليزية)
- كورا ويذرسبون على موقع قاعدة بيانات الأفلام السويدية (السويدية)
- كورا ويذرسبون على موقع إن إن دي بي (الإنجليزية)
- كورا ويذرسبون على موقع قاعدة بيانات الفيلم (الإنجليزية)
- كورا ويذرسبون على موقع كينوبويسك (الروسية)